# Église Saint-Vincent de Voreppe
L'église Saint-Vincent de Voreppe est une église située à Voreppe, dans le département de l'Isère, en France.

## Localisation
L'église Saint-Vincent est située dans le hameau du Chevalon, au sud du bourg de Voreppe. Elle dépend de la paroisse catholique de « Saint-Thomas de Rochebrune », dans la doyenné du Voironnais, au sein du diocèse de Grenoble-Vienne.

## Histoire
Au cours du Moyen Âge, et jusqu'à la Révolution, l'ancienne paroisse de Saint-Vincent-du-Plâtre disposait d'une église située au pied d'une falaise à proximité du château de Saint-Vincent-du-Plâtre. L'église est détruite en 1793, les paroissiens du hameau du Chevalon sont alors rattachés à l'église de Voreppe.
Vers 1840, les habitants du Chevalon, qui se sentent trop éloignés du bourg de Voreppe, demandent au conseil municipal de disposer d'une église au sein même de leur hameau. Ils financent eux-mêmes sa construction et procèdent aussi à des souscriptions locales. La construction de l'église dure une trentaine d'années, de 1844 à 1874.

## Description

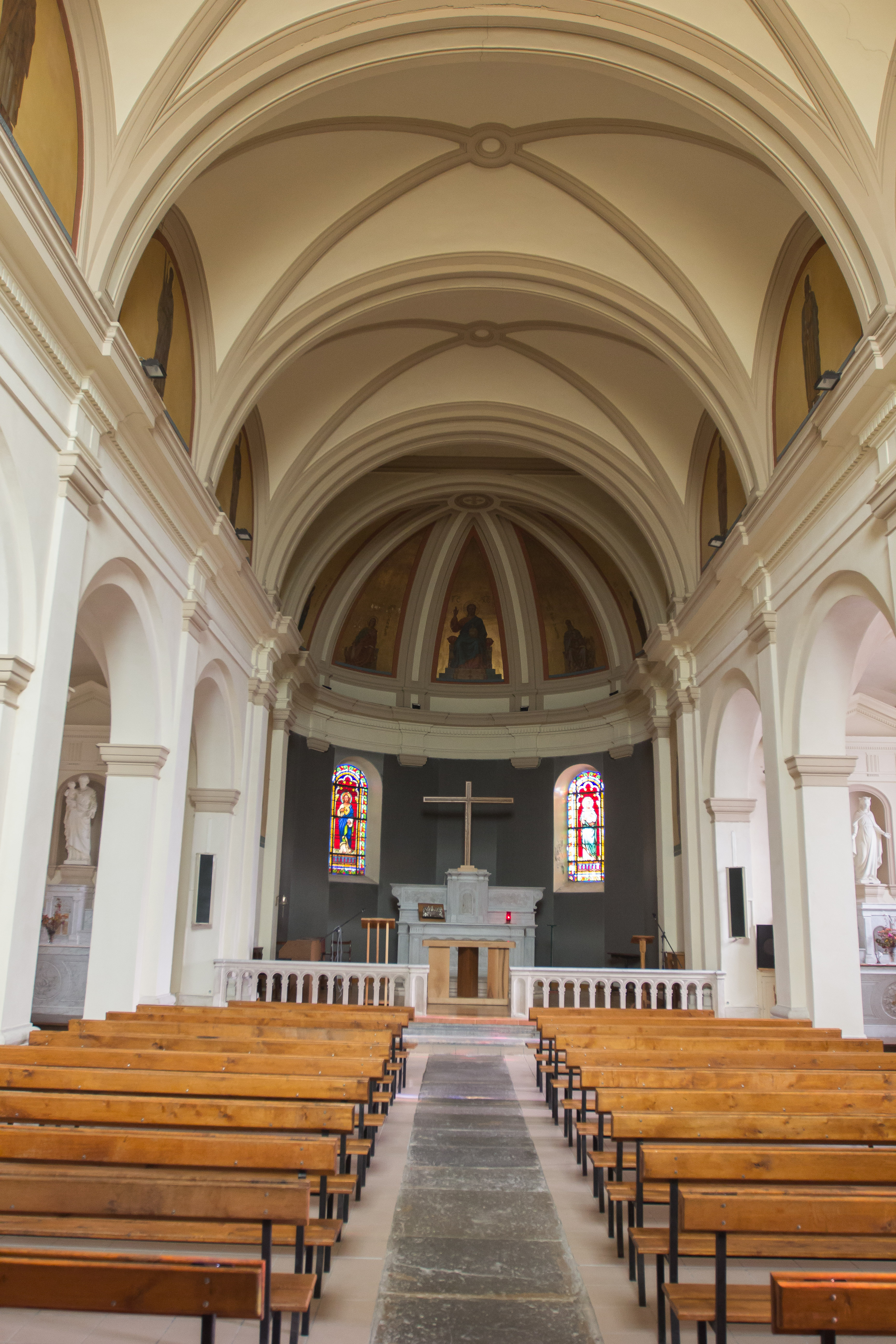
La nef et le chœur.

L'église Saint-Vincent de Voreppe est un édifice rectangulaire bâti selon une orientation est - ouest (le chœur étant orienté à l'est et le porche à l'ouest).
L'église se compose d'une nef unique, constituée de quatre travées, terminée par un chevet avec une abside semi-circulaire à laquelle est adossé un clocher.
La nef est flanquée de deux bas-côtés, chacun d'eux abritant à leur extrémité, près du chœur, deux petites chapelles.
Une tribune a été élevée au dessus de l'entrée de l'église.
Les murs de la nef et du chœur comportent des peintures attribuées à Alexandre Debelle. Elles représentent les apôtres, les Évangélistes, encadrant le Christ, ainsi que Charles Borromée et Saint-François-de-Sales. Les peintures des dix apôtres de la nef sont les mêmes que celles réalisées par l'artiste dans la chapelle Blanchet de Rives trente ans plus tôt.
Deux grands tableaux sont disposés de part et d'autre de la tribune : l'un, à gauche en regardant le portail, peint par Alexandre Debelle, représente le  Christ et la Samaritaine ; l'autre, à droite, peint par Pierre Andrieu, représente la Sainte Famille.

## Galerie de photographies

Sélection de vues de l'extérieur de l'église.
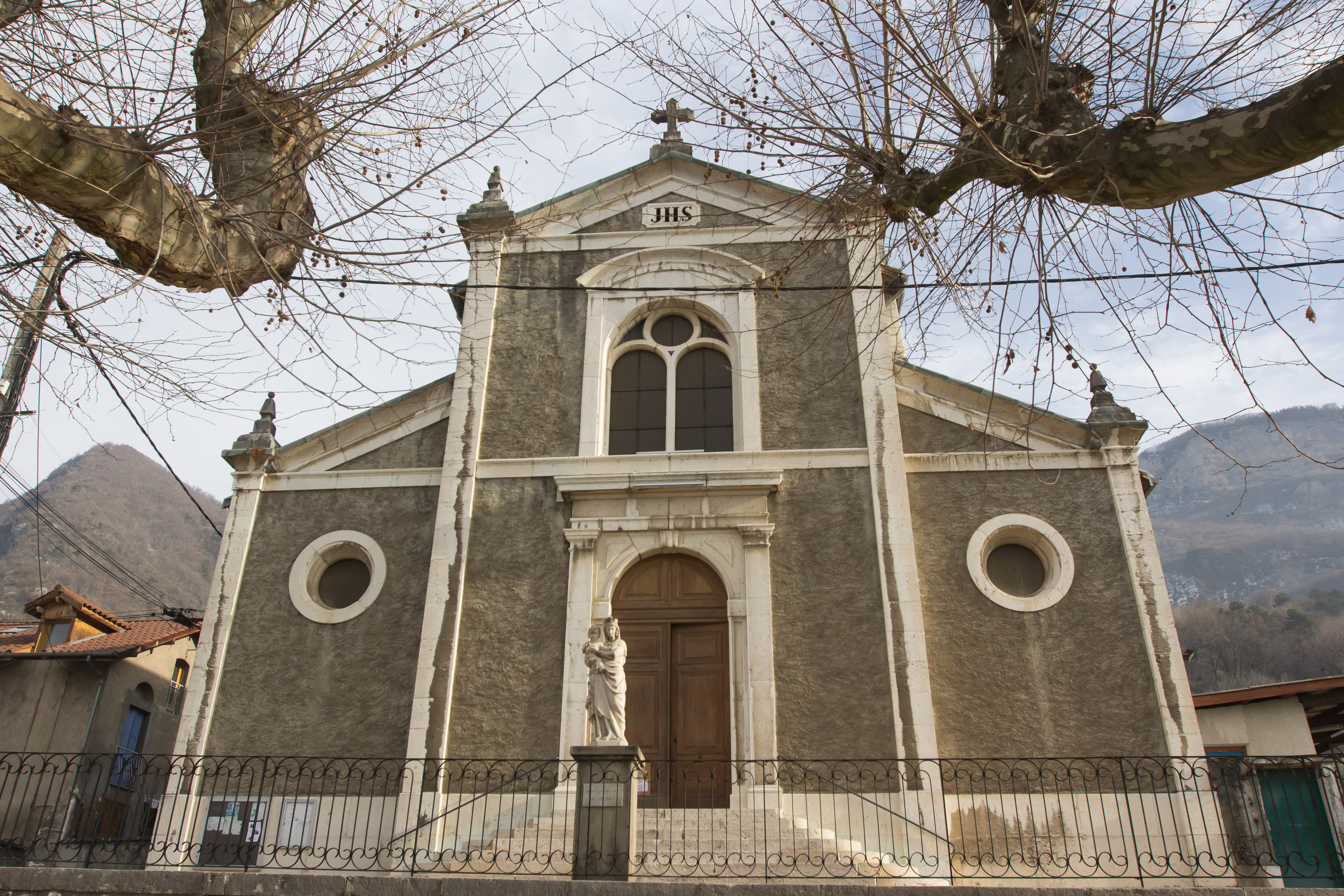
La façade et l'entrée de l'église.
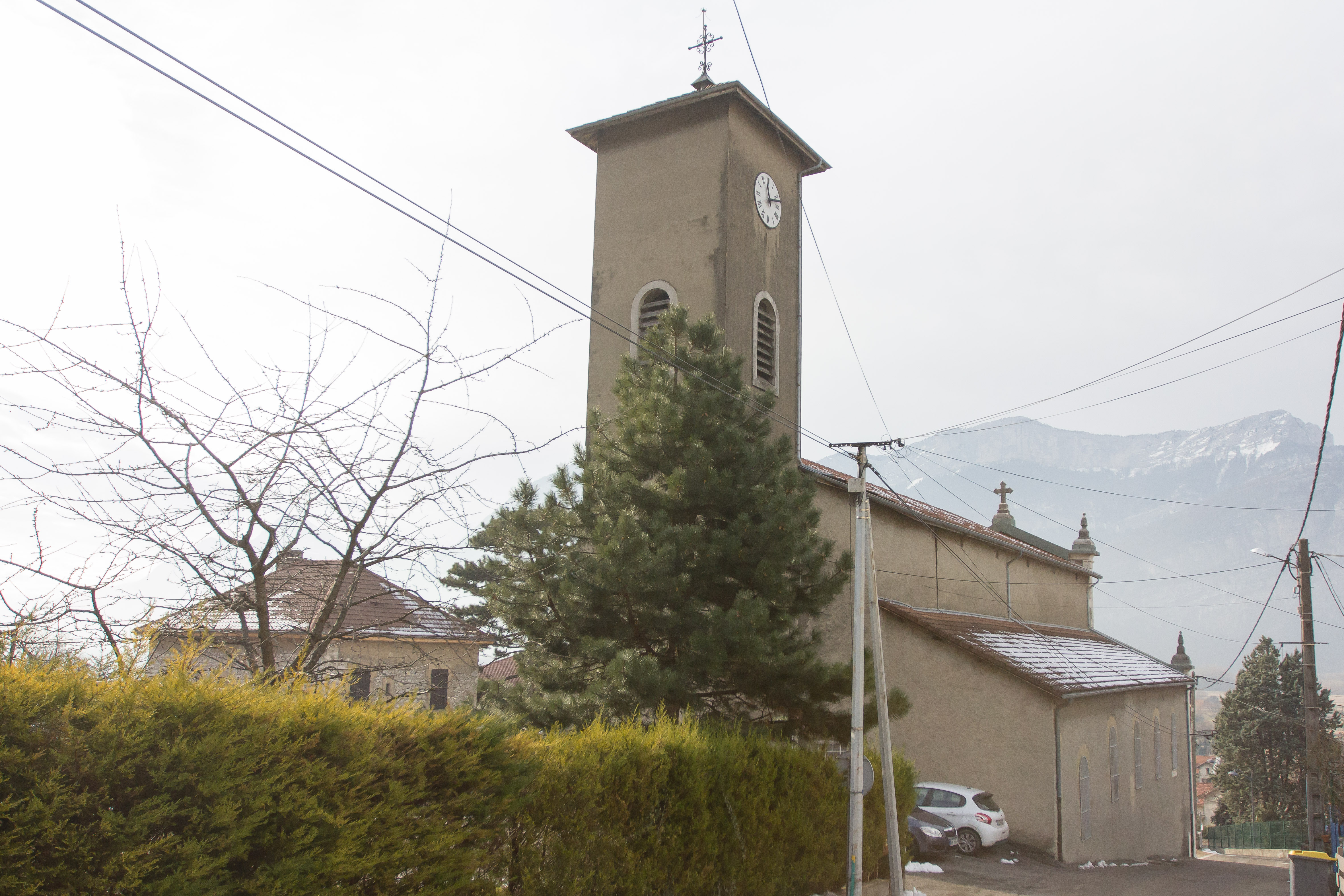
Le clocher et le bas-côté Nord de l'église.
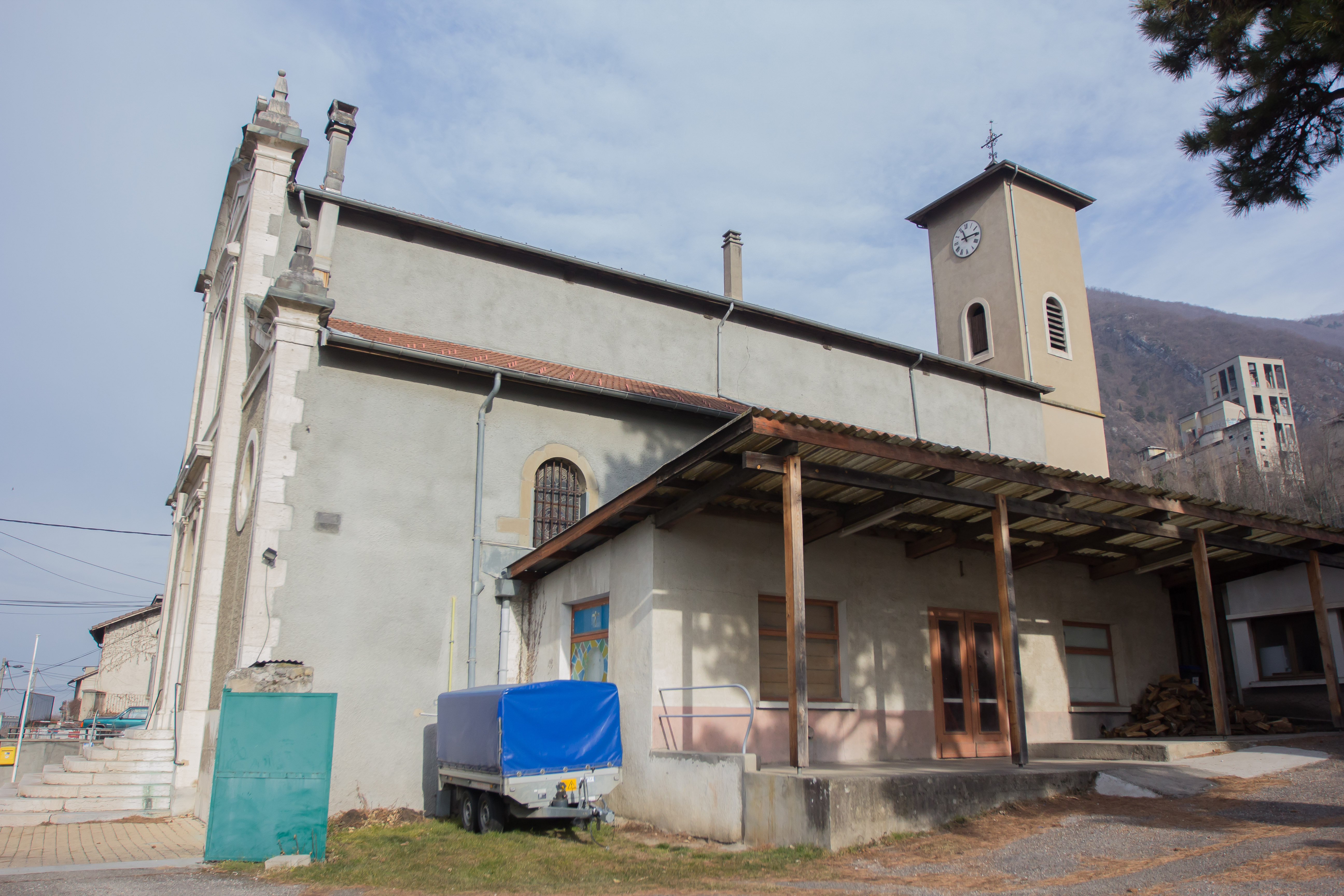
Le clocher et le bas-côté Sud de l'église.

Sélection de vues de l'intérieur de l'église.
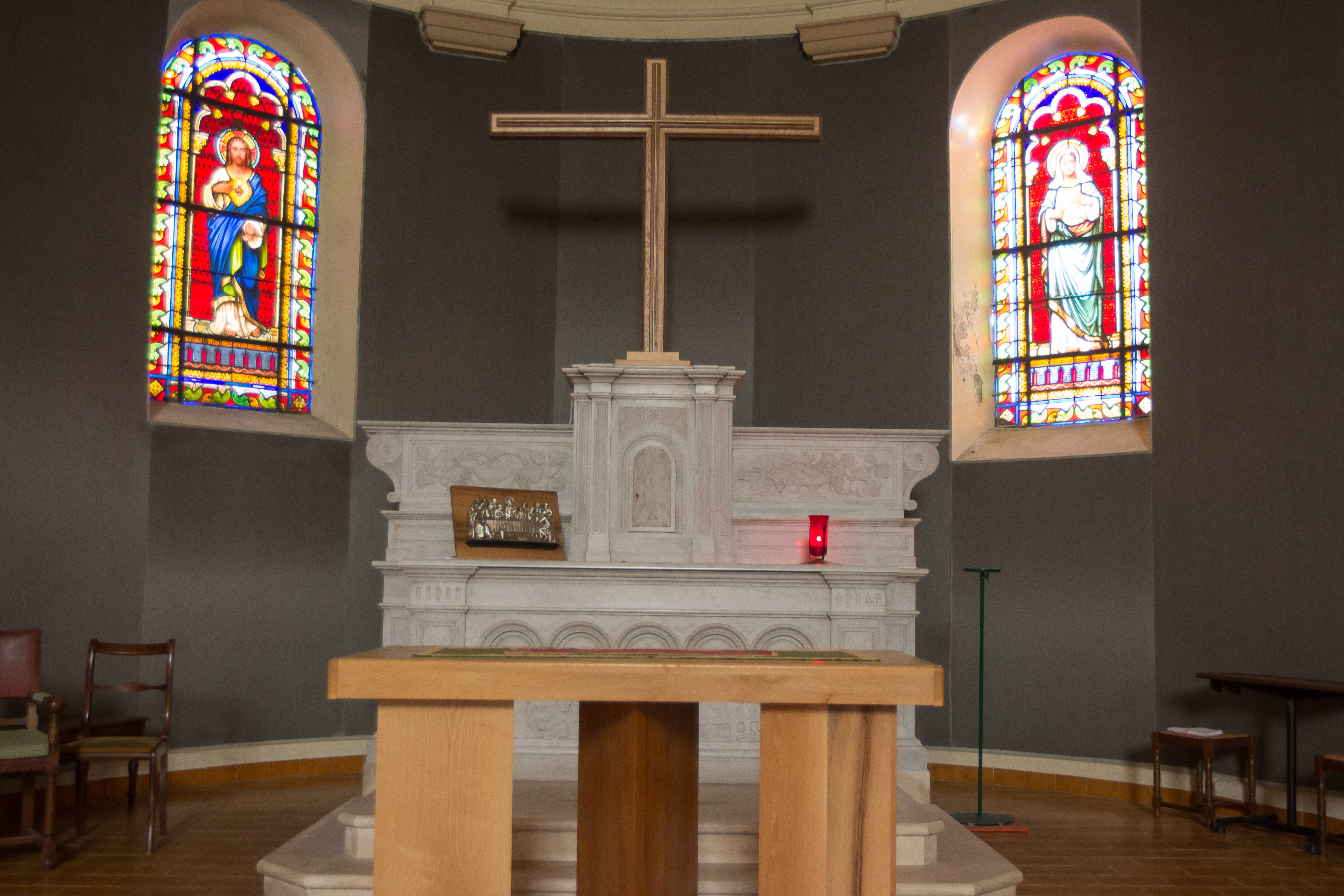
Le chœur et l'autel.
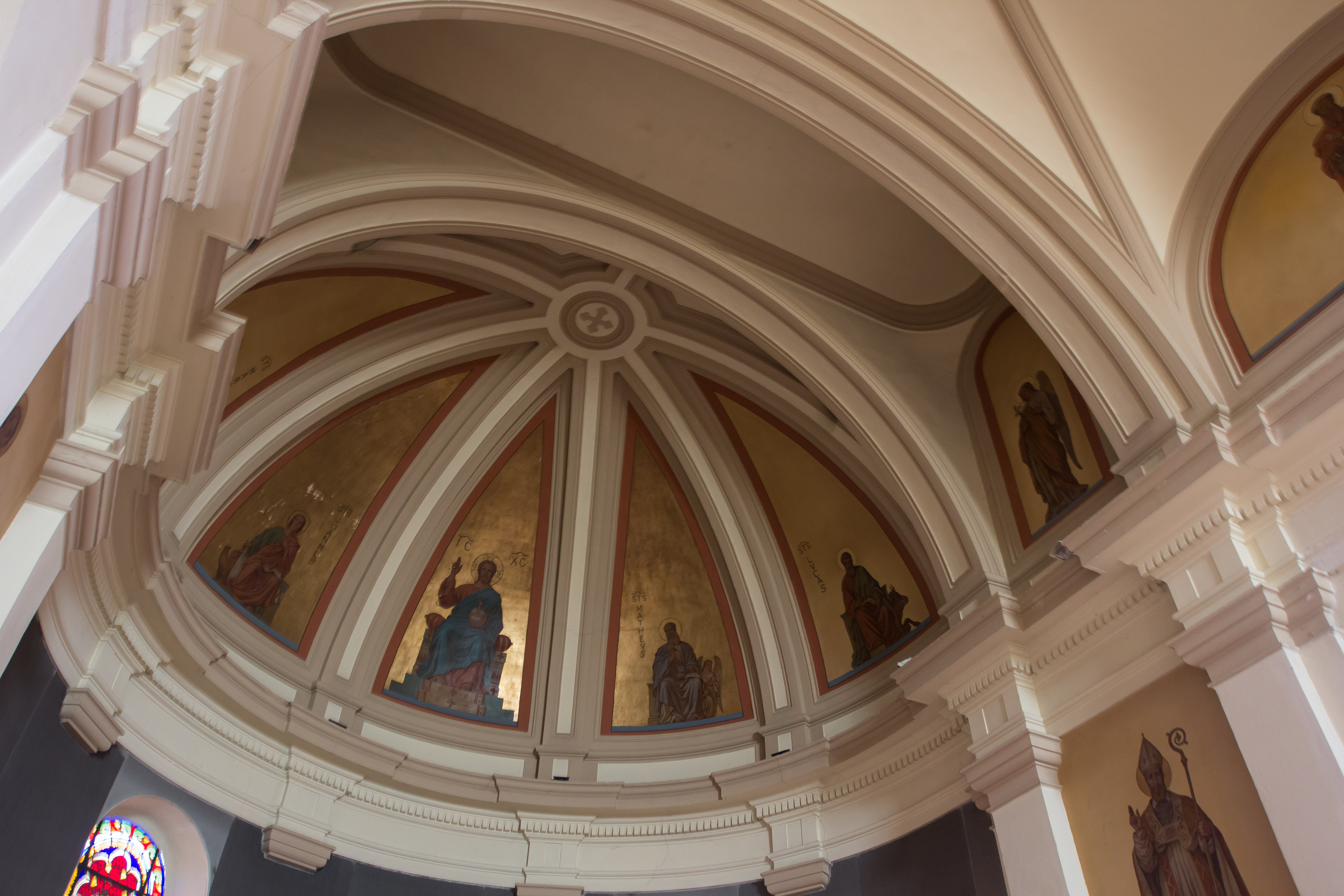
Les peintures murales au-dessus du chœur.
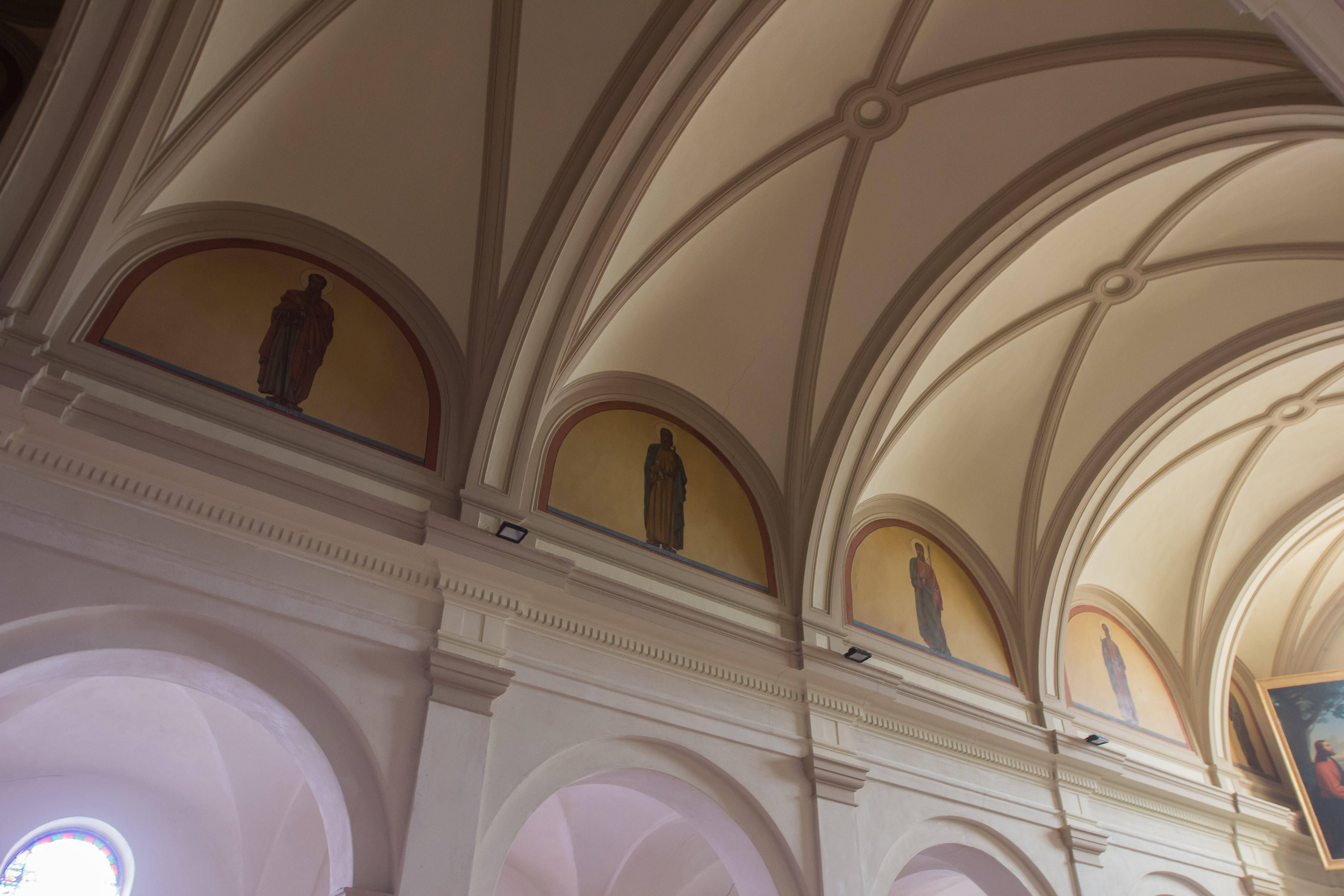
Les peintures murales au-dessus du côté droit de la nef.
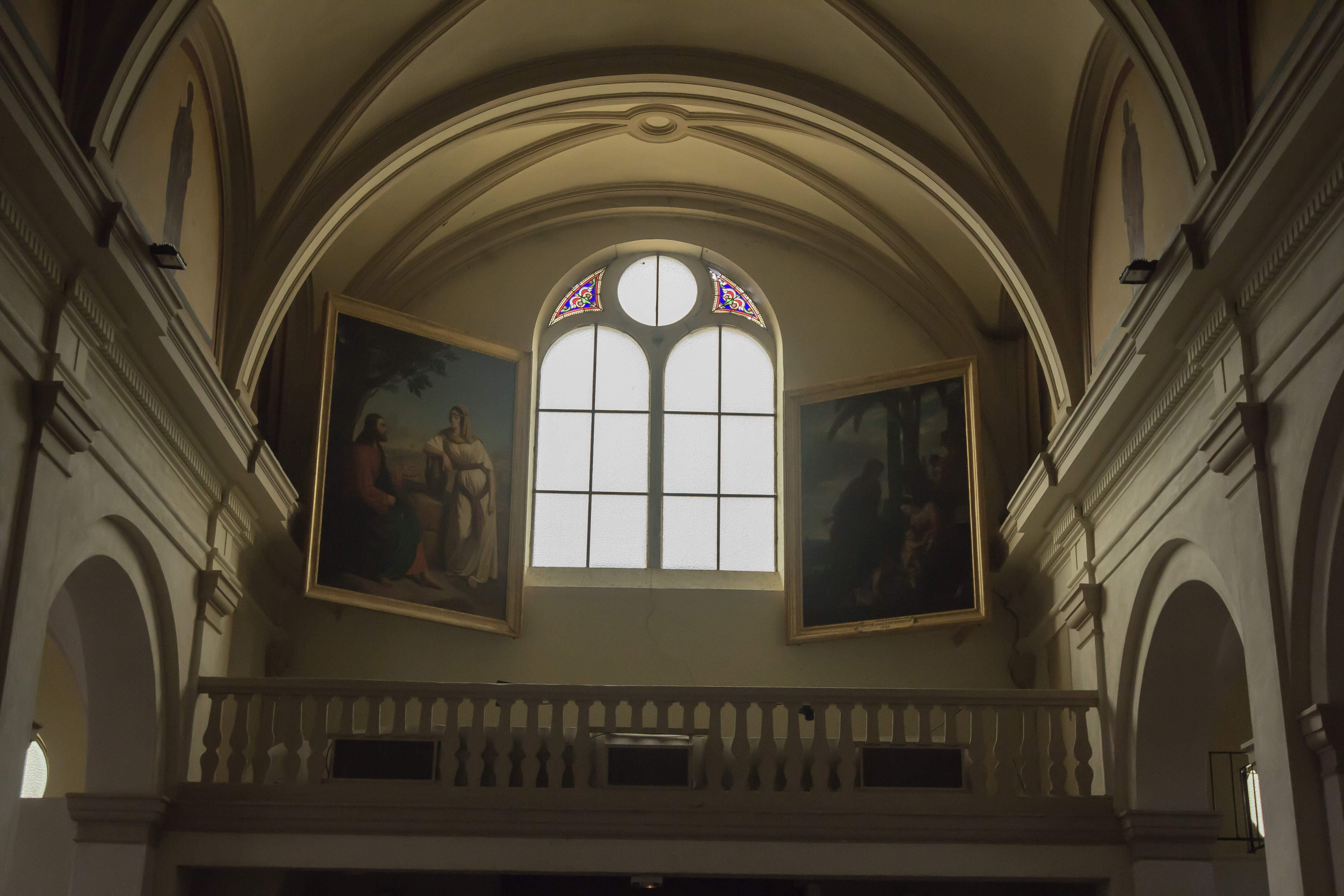
La tribune.